# 八八舰队案
八八舰隊案（はちはちかんたいあん）是大日本帝国海軍的一项海軍軍備计划。

八八舰隊整備计划的最终阶段。

但当本案完成时，帝国海軍已经进一步构想八八八舰隊计划作为扩展计划。

## 计划内容

### 大正九年度计划
- 计划年次

从大正九年度到大正十六年度的八年计划。
- 计划概要

舰艇103隻建造。
- 预算总額

舰艇建造预算：5億6484万9280日元

### 航空队整備计划
八六舰队案的航空队整備计划进一步扩充，整備计划被改组未总计17队。
- 计划年次

计划持续时限没有变化，直到大正11年。
- 计划概要

追加9队航空队，共計17队。
- 预算总額

航空队整備预算：追加2000万日元。

## 舰艇
- 战舰 - 4艘（4万1000吨、3724万8500日元×4）

- 紀伊型

※ 全部舰只华盛顿海军条约的影响，建造计划中止。
紀伊、尾張、第11号、第12号
※ 还有一种理论认为舰名为第11号舰“駿河”、第12号舰“近江”
- 巡洋战舰 - 4艘（4万1000吨、3742万4800日元×4）

- 第八号型

※ 全部舰只受华盛顿海军条约的影响，建造计划中止。
第8号、第9号、第10号、第11号
※ 还有一种理论认为舰名分别为天城、赤城、愛鷹（后改称高雄）、愛宕
- 航空母舰 - 2艘（1万2500吨、718万7500日元×2）

- 翔鶴他1艘 ※ 受华盛顿海军条约的影响，天城、赤城的改装计划被取消

- 巡洋舰 - 12艘（大型：8000吨、803万9200日元×4、中型：5500吨、601万9750日元×8）

- 川内型

川内、神通、那珂
※ 此外4艘大型巡洋舰、5艘中型巡洋舰受华盛顿海军条约的影响，成为裁减对象。
- 驱逐舰 - 32艘（大型：1350吨、220万8465日元×22、中型：850吨、156万2215日元×10）

- 神風型

第7（松風）、第9（旗風）
※ 此外20艘一等驱逐舰、10艘二等驱逐舰受华盛顿海军条约的影响，成为裁减对象。
- 潜水舰 - 28艘（大型：1000吨、275万日元×28）

※ 全部舰只受华盛顿海军条约的影响，成为裁减对象。
- 砲舰 - 5艘（大型：1000吨、109万4500日元×1、小型：300吨、32万8350日元×4）

- 安宅
- 勢多型

勢多、比良、保津、堅田
- 水雷母舰 - 2艘（1万4500吨、290万日元×2）

- 迅鯨型

迅鯨、長鯨
※ 受华盛顿海军条约的影响，排水量10,000吨以下的舰只成为裁减对象。
- 敷設船 - 1艘（3000吨、150万日元×1）

※ 受华盛顿海军条约的影响，成为裁减对象。
- 工作舰 - 1艘（1万9000吨、285万日元×1）

※ 受华盛顿海军条约的影响，成为裁减对象。
- 給油船 - 6艘（7500吨、225万日元×6）

- 神威

※ 6艘计划中的1艘改建未破冰船”大泊“，1艘改建为給糧舰，其余的3艘受华盛顿海军条约的影响，成为裁减对象。
- 掃海船 - 6艘（700吨、70万日元×6）

- 1号型

第1号、2、3
※ 此外的3艘受华盛顿海军条约的影响，成为裁减对象。

## 航空隊
经过一连串的计划，实际组建完成用15隊（横須賀5隊，吴4隊，佐世保5隊，舞鶴1隊），外加2支練習隊共计有17隊。

## 脚注
1. 1 2  現在十三号型巡洋战舰（第13号、第14号、第15号、第16号）として知られるが预算は「第8号、第9号、第10号、第11号」として計上された。